# 入侵義大利
同盟國入侵義大利是指第二次世界大戰中盟軍在1943年9月入侵義大利王國本土的軍事行動，該行動由哈羅德·亞歷山大將軍率領的第15集團軍實施（由馬克·韋恩·克拉克指揮的美國第5軍團及伯納德·勞·蒙哥馬利指揮的英國第8軍團組成）。此行動是跟隨於西西里島登陸戰役的勝利而實施的，主要戰役是代號為雪崩作戰的在西海岸的薩萊諾登陸，另外還有兩個支援性的行動包括在卡拉布里亞登陸的海灣城行動及在塔蘭托登陸的鬧劇行動。

## 背景

### 盟軍之策略
在軸心國軍隊在北非戰場戰敗後，盟軍內部便對下一步的軍事行動方向出現意見分岐，英國首相溫斯頓·邱吉爾特別希望進攻義大利王國，他稱這里是歐洲的下腹（一般人誤稱為柔軟的下腹），義大利民眾對義大利法西斯黨政府繼續參與戰爭的支持度大幅下降及他相信入侵能使義大利退出戰爭，也因此希望影響在地中海擁有制海權的義大利皇家海軍，令地中海開放給盟軍使用，這將令盟軍在中東及遠東的物資供應更加容易及增加英國及美國對蘇聯的補給，加上這又可以拖住德軍，令他們遠離計劃中的諾曼地登陸。
但是喬治·卡特萊特·馬歇爾將軍及很多美國官員卻不希望實施任何阻延入侵諾曼第的軍事行動，當「霸王行動」被確定不能在1943年實施後，他同意在北非的盟軍應該被用於入侵西西里，但沒有同意任何後續的軍事行動。
盟軍聯合司令部（AFHQ）負責實施盟軍所有在地中海戰區的行動，它是負責指揮入侵西西里及義大利本土的軍事行動。
代號為「愛斯基摩人行動」的西西里島登陸戰役在1943年7月實施，行動獲得極大成功，雖然很多軸心國軍隊在戰役中能避免被保俘及逃回義大利本土，但更重要的是令以貝尼托·墨索里尼為首的法西斯黨政府在格蘭迪決議後倒台，義大利國王任命的新政府亦開始與盟軍談判投降，因此相信快速入侵義大利可能加快義大利人投降及令盟軍在德軍佔據義大利前取得勝利，但是義大利皇家陸軍（以及之後的德軍）的抵抗被証明很頑強，而義大利的戰事一直繼續至柏林戰役結束後，加上入侵行動令盟軍反而要提供食物及補給給受戰火波及的地區，這個責任直至德國無條件投降才結束。但在好的一方面，德軍佔領義大利亦給德軍統帥阿爾貝特·凱塞林增加更多問題。

### 計劃

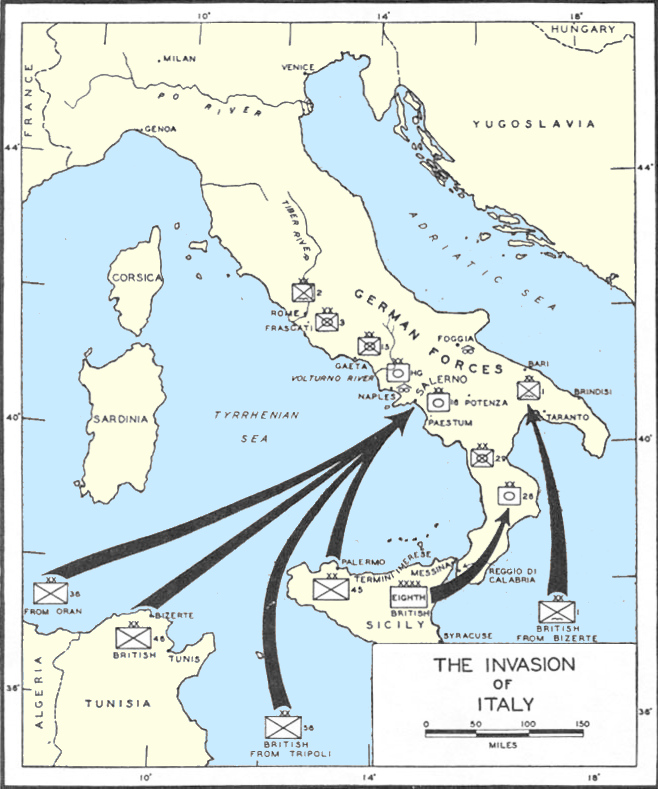
入侵義大利示意圖

在進攻西西里之前，盟國的計劃是渡過墨西拿海峽，有限度地進攻腳底的塔蘭托及進而佔領整個義大利腳根，摧毀德國及義大利的防守，墨索里尼及義大利法西斯黨的倒台令計劃出現變數，盟軍因此改變計劃，運送部隊渡過海峽及佔領那不勒斯，他們有兩個選擇：一個是沃土諾河平原及另一個在薩萊諾，兩個都在以西西里島為基地盟軍轟炸機半徑範圍內，薩萊諾被選中是因為它更靠近盟軍的機場、海浪的情況更適合於登陸、容許運輸船隻更靠近海岸泊岸、較幼的海灘濶度令工兵能更快建成進出海灘的道路及在海灘間有完美的道路網。
「海灣城行動」是整個計劃的第1部行動，在1943年9月3日，由蒙哥馬利指揮的英國第8軍團離開西西里島上的墨西拿，渡過墨西拿海峽，在義大利半島腳尖的卡拉布里亞登陸，從西西里過來的距離非常短以至盟軍士兵可直接涉水登陸，英軍第5步兵師在北面登陸而加拿大第1步兵師在南面的哥連臣角登陸，蒙哥馬利強烈反對海灣城行動，因為他認為浪費資源，他估計德國人會防棄卡拉布里亞；如果不是亦不能分散德國人的兵力，唯一的影響是令第8軍團在主要登陸地薩萊諾以南550公里處登陸，他的想法是正確的；在海灣城行動之後第8軍團向北面300英哩的薩萊諾地區推進，途中沒有遇到什麼抵抗。
計劃中的空降行動被取消，原來之計劃是在接近薩萊諾附近的地方空降，代號為「援助行動」，以作為雪崩作戰之一部份，空降行動以佔領及橫渡沃土諾河為目標，但此行動在邏輯上不獲支持及因此被另一個代號為「援助2號行動」，以美軍第82空降師在羅馬附近的機場空降，由於距離盟軍在薩萊諾的灘頭陣地較遠，因此需要義大利軍隊的主動協助，第82空降師副司令馬克斯維爾·D·泰勒少將秘密到達羅馬同義大利軍方進行協商，泰勒評估後發現行動不可能成功，因此在9月8日決定取消。
主要登陸行動「雪崩作戰」被安排在一個星期後的9月9日進行，屆時盟軍主力部隊將在西海岸的薩萊諾登陸，登陸部隊是由馬克·韋恩·克拉克中將指揮的美國第5軍團，下轄由歐內斯特·J·杜立少將指揮美國第6軍及由理查德·麥克里少將指揮的英國第10軍，另有美軍第82空降師作為預備隊，總共有8個師及2個旅級作戰單位，其主要目的是佔領那不勒斯以確保補給及橫越義大利半島到達東海岸，消滅南面的軸心國軍隊。英軍第1空降師從海上在塔蘭托附近登陸，這個在義大利腳底登陸的代號為鬧劇行動，作為輔助在薩萊諾登陸的輔助性行動，其任務是佔據海港及附近一帶的機場，會合英國第8軍團，之後與美國第5軍團在福賈會合。
計劃是大膽但有缺點的，第5軍團只有3個師但需要在長達35英哩的海岸登陸，而且2個軍之間距離很遠，而且中間有河流阻隔，加上地形亦對守軍有利，一支美軍遊騎兵部隊包括3個美軍遊騎兵營及2個英軍突擊隊單位在威廉·O·德比中校負責控制通往那不勒斯的山脈，但沒有任何計劃令這支遊騎兵部隊與英軍第10軍後續單位會合，最後，雖然策略上的出其不意不可能，克拉克將軍命令不需要海軍進行炮火準備，雖然在太平洋戰場上曾有不少經驗這是必須的。
6個德國師被安排防守由羅馬到半島南部西海岸所有可能的登陸地點，它們包括赫爾曼·戈林裝甲師、德軍第26裝甲師、德軍第16裝甲師、德軍第33步兵師、德軍第29裝甲步兵師及德軍第2傘兵師，海因里希·馮·菲廷霍夫將軍，德國第10軍團司令，特別安排第16裝甲師防守俯瞰薩萊諾平原的山上。

## 戰況

### 在義大利南部的軍事行動

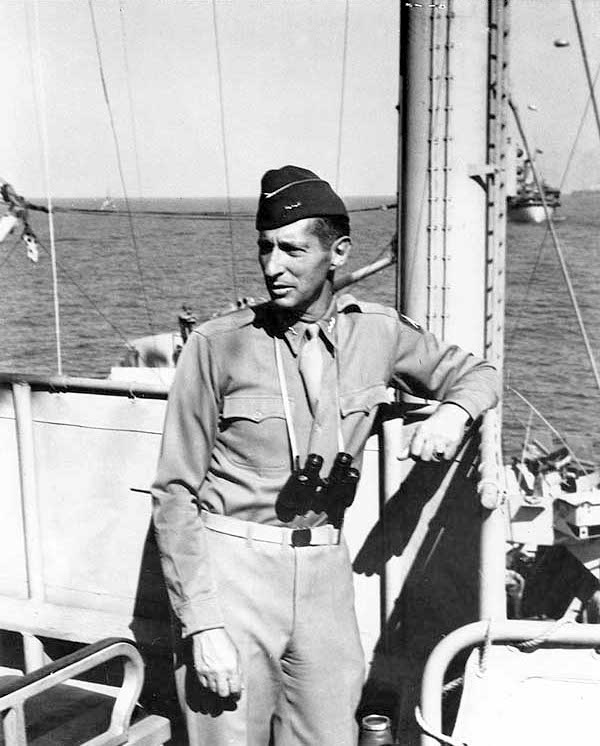
1943年9月12日在薩萊諾登陸時，美軍司令馬克·韋恩·克拉克將軍在美軍運輸艦安孔號上

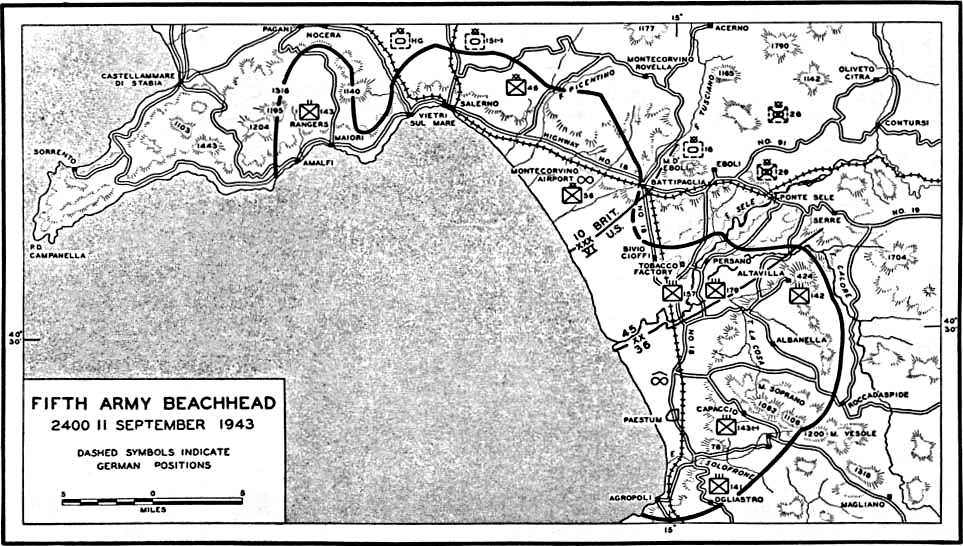
1943年9月11日晚上薩萊諾灘頭陣地示意圖

在1943年9月3日的「海灣城行動」，第1支登陸本土的軍隊是由蒙哥馬利率領的英國第8軍團，當中包括英軍及加拿大軍，在灘頭陣地上的抵抗十分輕微；義大利軍幾乎立即投降，只有德軍1個連在距離海岸27公里的地方防守，凱塞林及其參謀都不相信在卡拉布里亞的登陸行動是主要進攻行動，在薩萊諾或羅馬以北的地方才是合乎邏輯的，因此他命令由特勞戈特·赫爾少將指揮的德軍第76裝甲軍阻擊第8軍團及阻延他們向北前進，因此蒙哥馬利的反對意見被証明是正確的：第8軍團不能消滅阻延戰事的德軍及主要障礙是地形及被德軍破壞的道路及橋樑，9月8日凱塞林集中由菲廷霍夫的第10軍團以它準備對任何的盟軍登陸作出反應。
在9月8日的主要入侵之前，義大利向盟國投降一事被公佈，義大利軍隊解除武裝，其海軍艦艇駛向盟軍港口投降，不過駐意德軍準備解除意軍武裝及佔據重要防守地點。
「鬧劇行動」發生在9月9日，當時英軍第1空降師在重要海軍基地塔蘭托登陸，由於義大利軍隊之前已經投降及只有少數德軍在此區防守，因此英軍能直接從戰艦而不是乘登陸艦到港內登陸，抵抗十分輕微，整個城市及港口幾乎即時陷落，盟軍只付出極少損失。

### 薩萊諾登陸
「雪崩作戰」——美軍第5軍團在薩萊諾的主要登陸行動：開始於9月9日，為了保障進攻的突然性，盟軍決定在登陸前不進行任何炮火準備或空中轟炸，但戰略上的突然性未能達到，當進攻第1波的美軍第36步兵師到達佩斯敦海灘時，在灘頭上的揚聲器便用英文大聲說：「趁來得及放棄吧，我們已將你們包圍」，盟軍的進攻沒有收獲。
英軍第10軍由英軍第46步兵師、英軍第56步兵師、1支美軍遊騎兵及英國皇家海軍突擊隊，在登陸時面臨很複雜的情況，美軍遊騎兵在沒有遇到抵抗下佔據了山頭地區，英軍突擊隊到達海灘時只遇到輕微抵抗及很快便佔領了薩萊諾城，但兩個英軍步兵師就遇到極其頑強的抵抗及需要海軍炮火支援，德軍防守的深度及密度令英軍需集中兵力進攻，而未能向南推進與美軍會合。
在佩斯敦的德軍建立了一些炮火及機關槍據點，又在登陸地區滿佈坦克，令盟軍難以推進，雖然進展緩慢，第36步兵師仍然成功的建立灘頭陣地，大約早上7時，德軍第16裝甲師發動大規模反擊，造成盟軍重大傷亡但德軍被盟軍海軍炮火擊退，在南面第1營第141步兵連苦戰一天及與部隊的無線電通訊中斷。
由於英軍及美軍之灘頭陣地被中間的5英哩走廊隔開，2個英軍步兵師被授以攻佔此走廊之任務，第2天日落時兩軍灘頭陣地連成一起，盟軍佔據了一塊長55公里—70公里長、10公里—12公里深度之登陸場。

### 德軍反攻

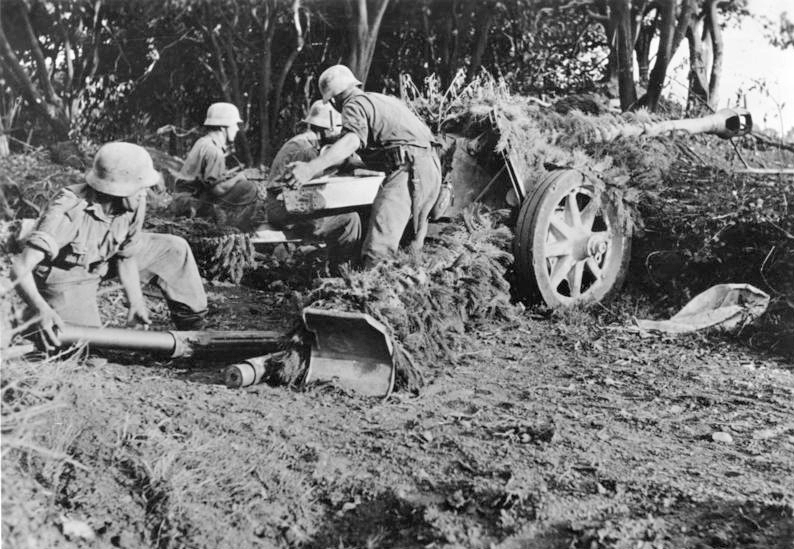
在薩萊諾作戰的德軍反坦克炮

在9月12日至9月14日德軍大約6個師的摩托化部隊發動反攻，希望在英國第8軍團趕到薩萊諾灘頭會合前將盟軍趕進大海，造成盟軍傷亡慘重；美軍由於兵力較弱而難以抵擋，第36步兵師第143步兵團第2營整個營在德軍坦克進攻之下全部被消滅。
在左面的第10軍美軍第45步兵師登陸及填補之前分配給第10軍負責佔領之走廊，德軍裝甲師獲得很大戰果，9月13日德軍攻進第45步兵師右翼，此地位於2個美軍步兵師的接合部，在達西里河與卡羅爾河之間，德軍摩托化部隊大舉進攻，到達距離灘頭陣地只有4英哩的地方，之後由於盟軍大炮、海軍炮火及一些兵力臨時調配下而被迫停止進攻。
盟軍步兵師的前鋒向後撤回以縮短防線，另外第82空降師亦空降增援，2營（1,800名傘兵）屬於第504傘兵團的士兵在9月13日晚上在灘頭陣地空降及立即進入第6軍之右翼加入戰鬥，第2天第505傘兵團亦空降在灘頭陣地以增援第504傘兵團，第325滑翔傘降團連同第504傘兵團第3營在9月15日登陸薩萊諾。
由於強大的海軍炮火支援及第5軍團強大的炮兵支援，增援單位在9月14日便擊退德軍所有進攻，德軍的損失，特別是坦克非常大，他們在9月15日再次嘗試，但仍然被擊退，到9月16日德軍明白盟軍力量太強大而放棄進攻，菲廷霍夫命令德國第10軍團向北撤退，以進行阻擊戰，所有盟軍佔領區在9月17日連成一起，9月18日第5軍團已開始向北推進。
克拉克將軍被授予優秀服務勳章，以讚賞他處理灘頭陣地危機的能力，他經常站在最前線激勵士氣，但是，正如歷史學家卡羅·德斯特的意見，克拉克在行動開始前的計劃不完善才導致危機的出現，他自己歸咎於第8軍團的推進遲緩導致危機發生，在9月9日亦即是薩萊諾登陸的同一天，蒙哥馬利命令停止前進兩天以給予第8軍團士兵休息。

### 盟軍之後的進攻

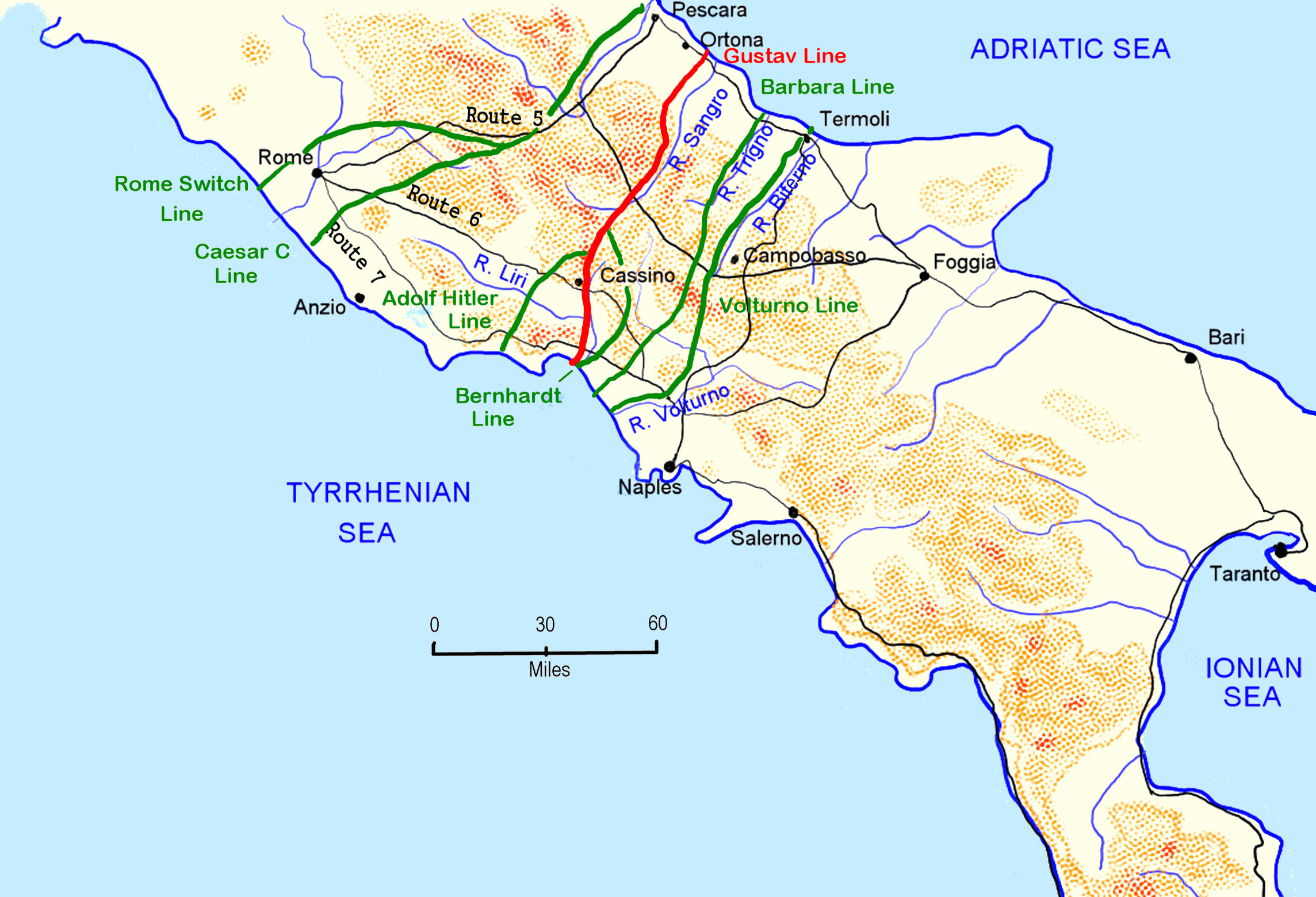
羅馬以南德軍連環防線圖

當確保灘頭陣地後，第5軍團於9月19日開始向西北面的那不勒斯推進，第82空降師在奧里維托斯特拉附近付出慘重傷亡後已轉隸屬於英軍第10軍，協同美軍遊騎兵及英軍第23摩托化旅從側面通過德軍防守的安科納，這城是由英軍第46步兵師負責進攻的，英軍第7裝甲師協同第46步兵師攻打那不勒斯，而新近登陸的美軍第3步兵師於9月22日佔領普利亞和於9月28日佔領阿韋利諾。
第8軍團在腳尖面對德國機械化軍取得良好進展及在亞得里亞海海岸與英軍第1空降師會合，它在9月16日到達第5軍團的左面及沿亞得里亞海岸推進，9月27日第8軍團攻陷接近福賈的機場，福賈是盟軍的主要攻擊目標，因為它的大型綜合機場令盟國空軍有能力攻擊在法國、德國及巴爾幹的目標。
第1皇家龍騎兵裝甲巡邏隊A騎兵大隊於10月1日進入那不勒斯，而整個第5軍團，留在包括3個英國及5個美國師在10月6日到達沃土諾河，它是防守那不勒斯的天然屏障，同時在亞得里亞海岸，英國第8軍團前進到由埃布巴索到比費爾諾河上的拉里諾及特莫里一線。

## 總結
德國第10軍團在薩萊諾灘頭近乎戰敗，雖然使用了6個裝甲及機械化師，但德軍沒有足夠力量沖破盟軍防線及在盟軍炮兵和海軍炮火支援前獲得任何甜頭，而盟國比較幸運，因為阿道夫·希特勒在這時支持在義大利北部的集團軍司令埃爾溫·隆美爾的看法，決定防守羅馬以南在戰略上不是最優先的，因此義大利南部的集團軍司令阿爾伯特·凱塞林不能從北面的集團軍爭取增援。
第10軍團最成功是令盟軍付出慘重傷亡及凱塞林在戰略上的爭論，令希特勒同意德國應在邊界外阻止盟國推進及盟國阻止德國在巴爾幹取得任何石油資源，在11月6日希特勒撤回隆美爾以巡視法國北部防禦及授權凱塞林指揮全義大利德軍，阻止盟軍佔領羅馬。
10月初義大利南部全部落入盟軍手中，盟軍開始面對沃土諾防線，這是德軍在義大利境內準備的一系列防線的第一條，以阻延盟軍前進及爭取時間建設古斯塔夫防線，是德軍在羅馬以南最強大的防線，義大利戰區之下一部變成盟軍需要在極有利於防守的地形及天氣，和付出極大傷亡情況下艱苦前進，而盟軍在裝備數量上及空中優勢不能發揮，至1944年1月中盟軍先後突破沃土諾防線、芭芭拉防線、伯恩哈特防線而到達古斯塔夫防線前，由於有冬季防線的阻礙，先後4次的蒙特卡西諾戰役因而在1944年1月至5月間發生。

### 引用
1. ↑  John Grigg, 1943:The Victory that Never Was
2. ↑  Grigg
3. ↑  Lloyd Clark, Anzio, p20
4. ↑   Orgill, The Gothic Line, p5
5. ↑  Mavrogordato, （页面存档备份，存于） p. 321

### 书籍
- Clark, Lloyd. . Headline Publishing Group, London. 2006. ISBN 0-7553-1420-1.
- D'Este, Carlo. . 1991. ISBN 0-06-092148-X.
- Fifth Army Historical Section. . CMH Online bookshelves: American Forces in Action Series. Washington: US Army Center of Military History. 1990 [1944]  [2007-12-25]. CMH Pub 100-7. （原始内容存档于2007-11-16）.
- Grigg, John. . Kensington Pub Corp. 1982. ISBN 0-8217-1596-8.
- Mavrogordato, Ralph S. . Greenfield, Kent Roberts  (编). . CMH Online bookshelves. Washington: US Army Center of Military History. 2000 [1960]  [2007-12-25]. CMH Pub 72-7. （原始内容存档于2007-12-11）.
- Muhm, Gerhard. . Roma: Amedeo Montemaggi - Edizioni Civitas. 1993 （意大利语）.
- Muhm, Gerhard. .   [2007-12-25]. （原始内容存档于2007-09-27） （英语）.
- Orgill, Douglas. . London: Heinemann. 1967.
- Smith, Col. Kenneth V. . CMH Online bookshelves: World War II Campaigns. Washington: US Army Center of Military History. 1990?  [2007-12-25]. CMH Pub 72-17. （原始内容存档于2007-12-08）.

## 外部連結
- Canada and the Italian Campaign
- Details of naval operations around the Italian landings（页面存档备份，存于）
- Online Canadian World War 2 Newspaper Archives - The Sicilian and Italian Campaigns, 1943-1945
- Royal Engineers Museum Royal Engineers and Second World War (Italy)
- Summary of the Italian Campaign （页面存档备份，存于）
- One of Many - Overview of 10 Corps operations at Salerno